# Manny Heffley
Manny Heffley, trong bộ truyện Nhật ký chú bé nhút nhát của Jeff Kinney, là em trai của Greg và Rodrick Heffley, và là con út trong gia đình Heffley.

## Tính cách
Cậu ta là một học sinh mẫu giáo hư hỏng, thường xuyên được mẹ cậu cho rằng cậu đang ở tuổi ấu thơ. Cậu ta đưa ra một số lượng lớn các yêu cầu và ném những cơn giận dữ lớn nếu chúng không được thực hiện. Một trong những đặc điểm nổi tiếng nhất của Manny là việc cậu từ chối được đào tạo về nhà vệ sinh và hoàn toàn không có khả năng ở lại trường mẫu giáo. Cậu thường xuyên làm hỏng tài sản của Greg và lấy tuổi của cậu làm cái cớ để làm việc đó. Bất cứ khi nào họ đi nghỉ, Manny cuối cùng lại phá hỏng nó và thoát khỏi nó. Sự mã hóa quá mức mà cậu nhận được từ cha mẹ khiến Greg tức giận. Cậu cũng tận dụng lợi thế của mình. Người ta thường ngụ ý rằng cha cậu, Frank thất vọng với việc sinh ra Manny, đặc biệt là khi tập luyện bô và khiến con trai từ bỏ núm vú giả.
Trong Kỳ đà cản mũi, Manny có những người bạn tưởng tượng, người mà cậu đổ lỗi cho hành vi sai trái của mình. Mặc dù chỉ là một học sinh mẫu giáo và thái độ hư hỏng, Manny cho thấy dấu hiệu thực sự sở hữu nhiều trí thông minh hơn cậu có. Cậu làm gia đình ngạc nhiên bởi khả năng nói tiếng Tây Ban Nha trong Kỳ nghỉ thảm khốc, nhưng chơi điều này với lợi thế của cậu bằng cách thuyết phục một nhóm người nói tiếng Tây Ban Nha đi qua để đưa họ đi lấy con lợn cưng của họ. Cậu là đứa cháu yêu thích của bà ngoại, mặc dù bà phủ nhận điều này.